# Rowlatt Act

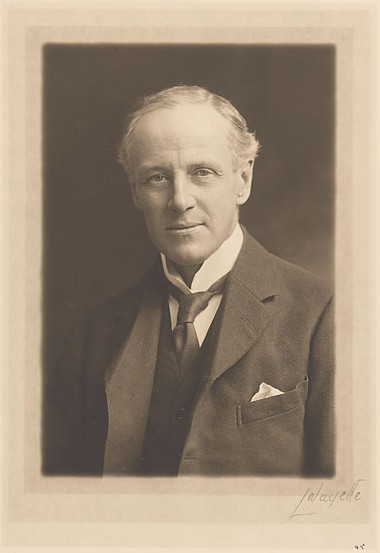
De Britse rechter Sidney Rowlatt, naar wie de wet werd genoemd

De Rowlatt Act (officieel: Anarchical and Revolutionary Crimes Act of 1919) was een wet van 10 maart 1919 die in Brits-Indië de noodmaatregelen uit de Defence of India Act uit 1915 voor onbepaalde duur verlengde.
Deze noodmaatregelen bestonden onder meer uit het preventief arresteren en opsluiten van mensen voor onbepaalde tijd, zonder enige vorm van proces of rechterlijke controle. De noodmaatregelen werden ingevoerd tijdens de Eerste Wereldoorlog en hadden tot doel revolutionaire bewegingen tegen het Britse gezag in te perken. De Rowlatt Act leidde tot het Bloedbad van Amritsar.
Mahatma Gandhi was een sterke tegenstander van deze wet. Hij stelde dat niet iedereen diende te worden gestraft voor de politieke misdrijven die door enkelingen werden begaan.
De wet werd afgeschaft in maart 1922, drie jaar na de invoering.